# Macropsis berberidicola
Macropsis berberidicola är en insektsart som beskrevs av Dubovsky 1966. Macropsis berberidicola ingår i släktet Macropsis och familjen dvärgstritar. Inga underarter finns listade i Catalogue of Life.